# Земляничная поляна (Ливерпуль)
«Земляничная поляна» (англ. Strawberry Field) — туристическая достопримечательность и учебный центр в Вултоне (Ливерпуль), которым владеет Армия спасения. С 1936 по 2005 год функционировал как детский приют, после чего использовался для других целей. Особняк (и прилегающая территория) был построен в викторианскую эпоху и первоначально являлся частной резиденцией. В 1930-х годах его приобрела Армия спасения и переоборудовала под собственные нужды. Дом был снесен в 1973 году из-за конструктивных проблем и заменен специально построенными под приют помещениями.
Место получило всемирную известность в 1967 году, после выхода сингла группы The Beatles «Strawberry Fields Forever». Автор песни Джон Леннон вырос неподалеку и играл на территории приюта в детстве. Со временем старые красные ворота приюта, выходящие на Биконсфилд-роуд, стали местом паломничества фанатов ливерпульского квартета. В 2019 году переоборудованная «Земляничная поляна» открылась для публики, культурное пространство включает выставку, посвященную истории места, кафе и сувенирный магазин, а также учебный центр для молодёжи с особенностями в развитии.
11 мая 2000 года ворота были украдены (срезаны с помощью УШМ), предположительно, двумя мужчинами на небольшом фургоне Ford Transit. Они были проданы местному скупщику металлолома, который не подозревал, что это были подлинные ворота «Земляничной поляны». Он вернул их владельцам по просьбе полиции, и в настоящее время они размещены на территории учебного центра.

## История
Самое раннее упоминание об особняке «Строберри Филд» (построенному в стиле неоготики) относится к 1870 году, когда он принадлежал богатому морскому магнату Джорджу Уоррену. На карте города, составленной в 1891 году, здание и прилегающая к нему территория обозначены как «Строберри Филдс» (англ. Strawberry Fields), во множественном числе, однако, в 1905 году его изменили на более привычное ныне название. В 1912 году особняк перешёл во владение другому богатого торговца, Александра Митчелла, вдова которого в 1934 году продала поместье Армии спасения. 7 июля 1936 года здание было открыто в виде детского приюта — на торжественной церемонии присутствовала Эванджелин Бут, дочь основателей Армии спасения Уильяма Бута и Кэтрин Бут. В 1950-х годах в школе при приюте, первоначально рассчитанной на 40 девочек, начали обучаться мальчики в возрасте до пяти лет. Позже здесь также стали проживать и мальчики более старшего возраста.

## The Beatles
Название приюта стало известно на весь мир после выхода в 1967 году сингла The Beatles «Strawberry Fields Forever», написанного Джоном Ленноном, который вырос неподалеку, на Менлав-авеню, дом 251 (Биконсфилд-роуд, на которой находится «Земляничная поляна», располагалась в зоне видимости дома Леннона). В детстве Леннон очень любил посещать праздники, на которых выступал духовой оркестр Армии спасения. Они проводились каждое лето в парке Колдерстоунс, недалеко от приюта. Тётя Леннона, Мими Смит, вспоминала: «В этом месте было что-то такое, что всегда завораживало Джона. [Привлекая] своим видом из наших окон… Когда Джон слышал как оркестр [играет на празднике в парке], он начинал тянуть меня за собой, приговаривая: „Поторопись, Мими, мы опаздываем“».

## Наследие
«Земляничная поляна» была упомянута Николаусом Певзнером в его справочнике 1969 года, посвящённым зданиям Южного Ланкашира. Однако к тому времени особняк становился всё более ветхим. К 1973 году из-за многочисленных конструктивных проблем, таких как сухая гниль, стало более целесообразно снести дом и заменить его специализированным детским приютом. Новое здание включало три отдельных блока, каждый из которых вмещал 12 детей. Подъездная дорога к зданию была перенесена на запад по Биконсфилд-роуд, поэтому воротные столбы с вывеской «Strawberry Field» больше не использовались. Впоследствии, старый, заброшенный вход и его ворота стали местом паломничества поклонников The Beatles со всего мира. В результате ворота продолжали красить в ярко-красный цвет.
Приют закрылся в январе 2005 года, и здание использовалось Армией спасения как церковь и молитвенный центр. В мае 2011 года знаменитые ворота были демонтированы и заменены точными копиями. В сентябре 2019 года «Земляничная поляна» стала открыта для публичного посещения. На территории комплекса расположен учебный центр для молодежи с особенностями в развитии и новое выставочное пространство, посвященное истории этого места, а также кафе и магазин.